# Trofeo Playa de Palma-Palma 2022
La 30.ª edición de la clásica ciclista Trofeo Playa de Palma-Palma fue una carrera en España que se celebró el 30 de enero de 2022 sobre un recorrido de 169,1 kilómetros en la isla balear de Mallorca. La carrera formó parte del quinto trofeo de la Challenge Ciclista a Mallorca 2022.
La carrera formó parte del UCI Europe Tour 2022, calendario ciclístico de los Circuitos Continentales UCI, dentro de la categoría 1.1 y fue ganada por el belga Arnaud De Lie del Lotto Soudal. Completaron el podio, como segundo y tercer clasificado respectivamente, el colombiano Juan Sebastián Molano del UAE Emirates y el también belga Sasha Weemaes del Sport Vlaanderen-Baloise.

## Equipos participantes
Tomaron parte en la carrera 25 equipos: 10 de categoría UCI WorldTeam, 9 de categoría UCI ProTeam y 6 de categoría Continental. Formaron así un pelotón de 173 ciclistas de los que acabaron 151. Los equipos participantes fueron:
| WorldTeams (10)- Movistar Team - UAE Team Emirates - Bora-Hansgrohe - AG2R Citroën Team - Israel-Premier Tech - Lotto-Soudal - BikeExchange-Jayco - Cofidis - Intermarché-Wanty-Gobert Matériaux - Trek-Segafredo ProTeams (9)- Caja Rural-Seguros RGA - Euskaltel-Euskadi - Equipo Kern Pharma - Eolo-Kometa - Bardiani-CSF-Faizanè - Arkéa-Samsic - Burgos-BH - Sport Vlaanderen-Baloise - Drone Hopper-Androni Giocattoli Equipos continentales (6)- BEAT Cycling - Minerva Cycling Team - Java Kiwi Atlántico - Electro Hiper Europa-Caldas - Manuela Fundación Continental - Work Service-Vitalcare-Dynatek |
| |

## Clasificación final
- La clasificación finalizó de la siguiente forma:[3]

| \| Clasificación general \| Clasificación general \| Clasificación general \| Clasificación general \| Clasificación general \| \| Ciclista \| Ciclista \| Equipo \| Tiempo \| \| \| --------------------- \| --------------------- \| ------------------------ \| --------------------- \| --------------------- \| \| 1.º \| Arnaud De Lie \| Lotto-Soudal \| 3 h 54 min 23 s \| \| \| 2.º \| Juan Sebastián Molano \| UAE Team Emirates \| + 0 s \| \| \| 3.º \| Sasha Weemaes \| Sport Vlaanderen-Baloise \| + 0 s \| \| \| 4.º \| Hugo Hofstetter \| Arkéa-Samsic \| + 0 s \| \| \| 5.º \| Luca Colnaghi \| Bardiani CSF Faizanè \| + 0 s \| \| \| 6.º \| Michael Matthews \| BikeExchange-Jayco \| + 0 s \| \| \| 7.º \| Giacomo Nizzolo \| Israel-Premier Tech \| + 0 s \| \| \| 8.º \| Filippo Fiorelli \| Bardiani CSF Faizanè \| + 0 s \| \| \| 9.º \| Matteo Moschetti \| Trek-Segafredo \| + 0 s \| \| \| 10.º \| Max Walscheid \| Cofidis \| + 0 s \| \| |                       |                          |                 |
| |                       |                          |                 |
| Fuente: ProCyclingStats |                       |                          |                 |
| Clasificación general |                       |                          |                 |
| Ciclista | Ciclista              | Equipo                   | Tiempo          |
| 1.º | Arnaud De Lie         | Lotto-Soudal             | 3 h 54 min 23 s |
| 2.º | Juan Sebastián Molano | UAE Team Emirates        | + 0 s           |
| 3.º | Sasha Weemaes         | Sport Vlaanderen-Baloise | + 0 s           |
| 4.º | Hugo Hofstetter       | Arkéa-Samsic             | + 0 s           |
| 5.º | Luca Colnaghi         | Bardiani CSF Faizanè     | + 0 s           |
| 6.º | Michael Matthews      | BikeExchange-Jayco       | + 0 s           |
| 7.º | Giacomo Nizzolo       | Israel-Premier Tech      | + 0 s           |
| 8.º | Filippo Fiorelli      | Bardiani CSF Faizanè     | + 0 s           |
| 9.º | Matteo Moschetti      | Trek-Segafredo           | + 0 s           |
| 10.º | Max Walscheid         | Cofidis                  | + 0 s           |

## UCI World Ranking
El Trofeo Playa de Palma-Palma otorgó puntos para el UCI World Ranking para corredores de los equipos en las categorías UCI WorldTeam, UCI ProTeam y Continental. Las siguientes tablas son el baremo de puntuación y los diez corredores que obtuvieron más puntos:
| Posición   | 1.º | 2.º | 3.º | 4.º | 5.º | 6.º | 7.º | 8.º | 9.º | 10.º | 11.º | 12.º | 13.º-15.º | 16.º-25.º |
| Puntuación | 125 | 85  | 70  | 60  | 50  | 40  | 35  | 30  | 25  | 20   | 15   | 10   | 5         | 3         |

| Clasificación |                       |                          |        |
| Posición      | Ciclista              | Equipo                   | Puntos |
| ------------- | --------------------- | ------------------------ | ------ |
| 1.º           | Arnaud De Lie         | Lotto Soudal             | 125    |
| 2.º           | Juan Sebastián Molano | UAE Emirates             | 85     |
| 3.º           | Sasha Weemaes         | Sport Vlaanderen-Baloise | 70     |
| 4.º           | Hugo Hofstetter       | Arkéa Samsic             | 60     |
| 5.º           | Luca Colnaghi         | Bardiani-CSF-Faizanè     | 50     |
| 6.º           | Michael Matthews      | BikeExchange-Jayco       | 40     |
| 7.º           | Giacomo Nizzolo       | Israel-Premier Tech      | 35     |
| 8.º           | Filippo Fiorelli      | Bardiani-CSF-Faizanè     | 30     |
| 9.º           | Matteo Moschetti      | Trek-Segafredo           | 25     |
| 10.º          | Max Walscheid         | Cofidis                  | 20     |